# Cinegiro
Cinegiro, figlio di Euforione (in greco antico: Κυναίγειρος?, Kynàigeiros; Atene, VI secolo a.C. – Maratona, agosto/settembre 490 a.C.), è stato un militare ateniese, fratello del tragediografo Eschilo.

## Biografia
Cinegiro è ricordato nelle fonti antiche principalmente per il coraggio che dimostrò nella battaglia di Maratona (490 a.C.) combattendo contro i Persiani.
Erodoto narra che, mentre i Persiani fuggivano verso le loro navi ancorate sulla spiaggia, Cinegiro si aggrappò con la mano destra ad una di esse come per trattenerla, senza lasciare la presa finché la mano non gli fu tranciata con un'ascia, morendo poco dopo. Risulta del tutto inverosimile invece la versione di Giustino, secondo il quale Cinegiro si aggrappò prima con la mano destra, che gli fu tranciata, poi con la sinistra, tranciata anch'essa, e infine coi denti, lottando "come un animale selvatico rabbioso".
L'esemplare coraggio di Cinegiro, divenuto molto famoso, venne citato da vari autori, tra cui Plutarco, Valerio Massimo e Svetonio. Inoltre, l'unica opera superstite di Polemone è proprio un'orazione intitolata Epitaffi dedicata ai caduti di Maratona, in particolare Cinegiro e il polemarco Callimaco. Secondo Plinio il Vecchio il pittore Paneno lo dipinse tra i generali che avevano preso parte alla battaglia (Callimaco e Milziade per parte ateniese, Dati e Artaferne per parte persiana).
Cinegiro divenne pertanto un emblema del coraggio e delle virtù belliche, tanto che pare venisse eretta una statua in suo onore nella stoa poikile di Atene; Luciano di Samosata racconta infatti che il filosofo Demonatte, vedendo il monumento - in cui il soggetto scolpito aveva tra l'altro una mano amputata - vi riconobbe senza esitazione il fratello di Eschilo. Cinegiro fu ricordato anche da Libanio e Paolo Silenziario gli dedicò un epigramma incluso nell'Antologia Palatina.